# We Believe
«We Believe» es el cuarto y último sencillo de Good Charlotte de su tercer álbum de estudio, The Chronicles of Life and Death.

## Listado
1. «We Believe» (Single Edit)
2. «We Believe» (Radio Mix)

## Vídeo musical
El vídeo musical contiene escenas de la banda en un escenario en una habitación oscura con un proyector detrás de ellos dónde pasan vídeos de eventos de vida real, cómo el tsunami del 2004 y el "Thank Man" parado enfrente de tanques militares en Tiananmen Square. El proyector también muestra a personas alrededor del mundo manteniendo señales que dicen "nosotros creemos" en diferentes lenguajes. Alguno de los lenguajes incluye el español, coreano, hebréo, inglés, francés y alemán. Al final del vídeo la habitación oscura se alumbra con velas, mientras las otras luces han oscurecido.

## Posicionamiento
| Listas (2005)   | Posición |
| --------------- | -------- |
| Austrian Top 75 | 39       |
| German Top 100  | 38       |